# بوبي غونزاليس (مدرب كرة سلة)
بوبي غونزاليس (بالإنجليزية: Bobby Gonzalez)‏ هو مدرب كرة سلة أمريكي، ولد في 18 مارس 1963.